# Метрополітен Ер-Ріяда
Метрополітен Ер-Ріяда — автоматизований безпілотний метрополітен в Ер-Ріяді, Саудівська Аравія. 

Частково відкритий 1 грудня 2024 року, є частиною проекту короля Абдулазіза для громадського транспорту Ер-Ріяда.
Складається з шести ліній метро загальною довжиною 176 км із 85 станціями. 
 
Кошторисна вартість проекту — 22,5 млрд доларів. 

Лінії 1, 4 та 6 були відкриті 1 грудня 2024 року; 2 та 5 лінії очікується відкриття 15 грудня 2024 року; 3 лінію планують відкрити 5 січня 2025 р. 

Це друга система метро в Саудівській Аравії після лінії метро для паломників у Мецці, яка була відкрита в листопаді 2010 року, четверта на Аравійському півострові, шоста в Арабському світі та п'ятнадцята на Близькому Сході.

## Історія
У червні 2013 року було обрано короткий список із трьох великих світових консорціумів для будівництва метро. 

Контракти були укладені в липні 2013 року, будівництво планувалося розпочати у 2014 році і триватиме 4 роки. 

Церемонія закладення першого каменю відбулася 4 квітня 2014 року. 

У будівництві брали участь компанії: Bechtel, Almabani General Contractors, Consolidated Contractors Company, Strukton, Webuild, Larsen & Toubro, Samsung C&T Corporation і Nesma. 

### Консорціуми
- BACS: Bechtel / Almabani / CCC / Siemens
- ANM: (Arriyadh New Mobility): Webuild (на момент підписання Impregilo, потім Salini-Impregilo) / Bombardier / Ansaldo / Larsen & Toubro / Nesma & Partners / WorleyParsons / IDOM
- FAST: FCC / Atkins / Alstom / Samsung C&T / Strukton / TYPSA (Tecnica Y Proyectos)

## Мережа

### Лінії
Метро Ер-Ріяда містить шість ліній, кожній з яких присвоєно унікальний колір. У таблиці нижче наведено інформацію про лінії метро Ер-Ріяда:
| № лінії | Назва             | Довжина | Кіл-сть станцій                  | Пересадки | Примітки |
| ------- | ----------------- | ------- | -------------------------------- | --------- | --- |
| 1       | Синя лінія        | 38 км   | 24 станції                       | 4 станції | Синя лінія проходить у напрямку північ-південь уздовж вулиць Олайя та Бата, починаючись на північ від вулиці Короля Салмана бін Абдул Азіза та закінчуючись на спортивному майданчику Дар-Аль-Байда на півдні, біля Південного депо для лінії 1. Метро в основному проходить під землею в тунелі вздовж вулиць Олайя та короля Фейсала, тоді як північний і південний кінці маршруту прямують віадуком уздовж вулиці Бата.                             |
| 2       | Червона лінія     | 25.3 км | 14 станцій                       | 3 станції | Червона лінія проходить зі сходу на захід уздовж дороги короля Абдулли, між університетом короля Сауда та східним підцентром. В основному прямує по піднятій смузі посередині запланованої автостради. |
| 3       | Помаранчева лінія | 40.7 км | 21 станцій                       | 2 станції | Помаранчева лінія прямує зі сходу на захід вздовж доріг Аль-Медіна Аль-Мунаввара та Принца Саада Бін Абдулрахмана Аль-Авала, починаючись на заході біля автостради до Джидди та закінчуючись на сході біля табору Національної гвардії Хашм Ель-Аан. Прямує здебільшого естакадами уздовж західної частини дороги Аль-Медіна Аль Мунаввара, потім тунелями у центральній частині та, як правило, на рівні вздовж дороги Принца Саада Бін Абдулрахмана. |
| 4       | Жовта лінія       | 29.6 км | 9 станцій (3 спільні з лінією 6) | 4 станції | Жовта лінія пролягає від міжнародного аеропорту імені короля Халеда до нового фінансового району короля Абдалли (KAFD). |
| 5       | Зелена лінія      | 12.9 км | 11 станцій                       | 2 станції | Зелена лінія прямує тунелем вздовж вулиці Короля Абдуллазіза, між історичним центром короля Абдул Азіза та авіабазою Ер-Ріяд. |
| 6       | Фіолетова лінія   | 29.9 км | 9 станцій (3 спільні з лінією 4) | 3 станції | Фіолетова лінія проходить півкільцем від фінансового району короля Абдулли, повз Університет імама Мохамеда бін Сауда та закінчується на вулиці Принца Саада Ібн Абдулрахмана Аль-Аваль-роуд. Вона здебільшого прямує естакадами, за винятком вулиці Шейха Хасана бін Хусейна бін Алі. |

## Інфраструктура

### Рухомий склад
- Siemens поставив 45 4-вагонних поїздів Inspiro для лінії 1 і 29 2-вагонних комплектів для лінії 2.[10] Перший був представлений у Відні 23 лютого 2016 року.[10]
- Bombardier (пізніше Alstom) поставив 47 двовагонних поїздів Innovia Metro 300 для лінії 3.[11]
- Alstom поставить 69 складів поїздів Metropolis для ліній 4, 5 і 6 метрополітену Ер-Ріяда.[12][13] Перший склад був переданий ADA в березні 2017 року. Довжина кожного складу становить 36 метрів і може вмістити максимум 231 пасажира. Потяги розділені на три класи – перший, сімейний та однокласний, розділені скляними перегородками.[14]

| № лінії | Назва             | Консорціум | Кількість                               | Рухомий склад     | Виробник          |
| ------- | ----------------- | ---------- | --------------------------------------- | ----------------- | ----------------- |
| 1       | Синя лінія        | BACS       | 45 чотиривагонних складів (180 вагонів) | Inspiro           | Siemens           |
| 2       | Червона лінія     | BACS       | 29 двовагонних складів (58 вагонів)     | Inspiro           | Siemens           |
| 3       | Помаранчева лінія | ANM        | 47 двовагонних складів (94 вагони)      | Innovia Metro 300 | Bombardier/Alstom |
| 4       | Жовта лінія       | FAST       | 69 двовагонних складів (138 вагонів)    | Metropolis        | Alstom            |
| 5       | Зелена лінія      | FAST       | 69 двовагонних складів (138 вагонів)    | Metropolis        | Alstom            |
| 6       | Фіолетова лінія   | FAST       | 69 двовагонних складів (138 вагонів)    | Metropolis        | Alstom            |